# Nomada breviuscula
Nomada breviuscula là một loài Hymenoptera trong họ Apidae. Loài này được Schwarz mô tả khoa học năm 1990.